# La Bourgogne (transatlantico)
Il piroscafo La Bourgogne è stato un transatlantico francese della Compagnie Générale Transatlantique affondato il 4 luglio 1898. Il disastro divenne tristemente noto sia per l'alto numero dei vittime, ben 549, sia per l'atteggiamento tenuto dall'equipaggio nei confronti dei passeggeri durante l'evacuazione.

## Storia

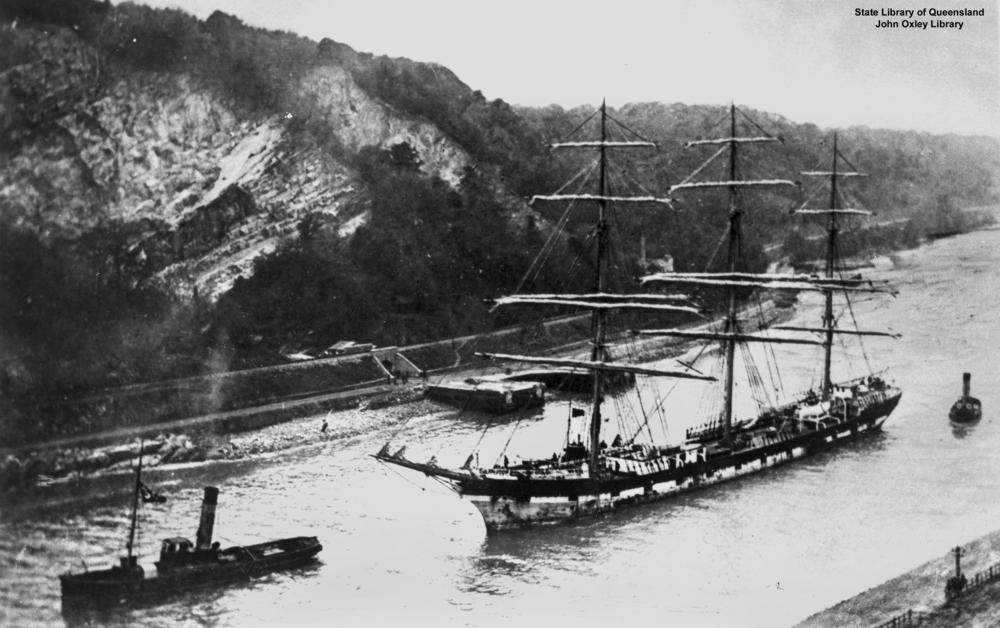
Il Cromartyshire

La nave, costruita dalla Société Nouvelle des Forges et Chantiers de la Méditerranée di La Seyne-sur-Mer, venne varata l'8 ottobre 1885. Messa in servizio il 19 giugno 1886 sulla rotta Le Havre-New York, in quello stesso anno compì il suo viaggio in soli sette giorni battendo tutti i record. Il 29 febbraio, in seguito ad una collisione verificatasi presso la rada del porto di New York affondò la nave cargo britannica Ailsa lì ancorata.
Poco prima delle cinque della mattina del 4 luglio 1898 La Bourgogne, in viaggio da New York a Le Havre, entrò in collisione con il veliero britannico Cromartyshire a circa 110 km a sud di Sable Island, al largo delle coste della Nuova Scozia. Sebbene l'area fosse avvolta da una densa nebbia, il transatlantico francese ed il vascello britannico viaggiavano entrambi a tutta velocità. Il capitano del Cromartyshire, avvertendo il fischio di una nave suonò il corno ma non riuscì a determinare la posizione dell'altra imbarcazione. Improvvisamente il Cromartyshire urtò il lato di dritta della La Bourgogne provocando uno squarcio alla metà della fiancata. Il transatlantico francese iniziò così ad imbarcare rapidamente acqua e ad inclinarsi a dritta rendendo così difficoltosa l'evacuazione sul lato babordo. A causa dell'impatto molte scialuppe a dritta rimasero danneggiate ed inutilizzabili. L'evacuazione avvenne nel caos più completo.

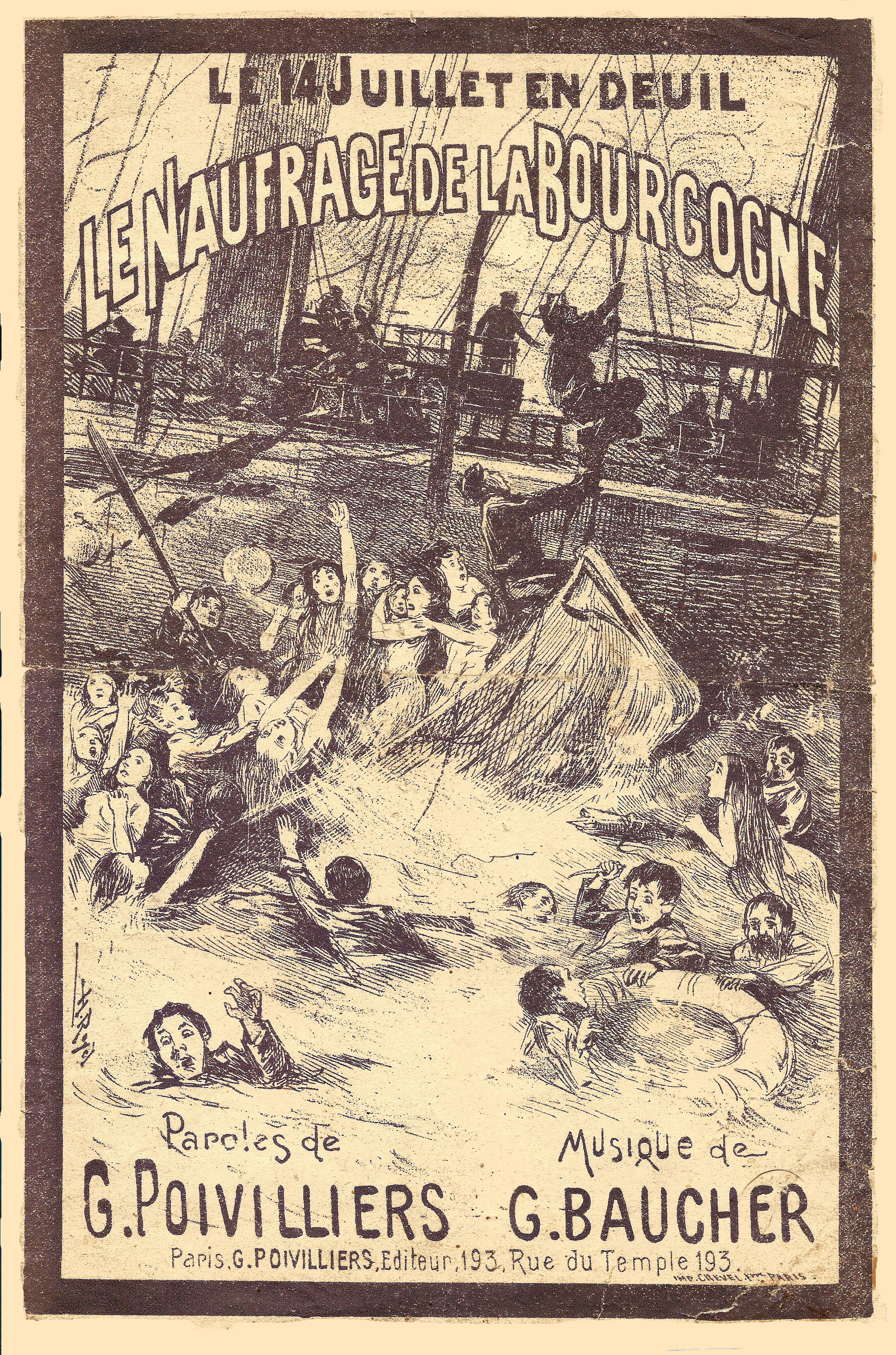
Spartito musicale de Le naufrage de La Bourgogne.

Nel frattempo a bordo del Cromartyshire, che nell'impatto aveva perduto il bompresso, non ci si rese conto di quanto avvenuto e i fischi d'aiuto lanciati dal La Bourgogne vennero scambiati per offerte di soccorso. Solo un'ora e mezza più tardi, quando la nebbia si diradò, l'equipaggio del vascello britannico poté scorgere i naufraghi in mare e calare in acqua le scialuppe per recuperarli. Nel disastro perirono complessivamente 549 persone.

## Conseguenze
Sin dai giorni immediatamente successivi alla tragedia iniziarono ad essere lanciate pesantissime accuse nei confronti dell'equipaggio e della sua condotta durante il naufragio. Se infatti tra i 506 passeggeri imbarcati si contarono solo 69 sopravvissuti, dei quali una sola donna e nessun bambino, tra i 220 marinai si registrarono ben 104 superstiti. Diversi passeggeri superstiti testimoniarono come i marinai durante l'evacuazione li avessero minacciati con dei coltelli per garantirsi un posto su una scialuppa. Diverso fu il comportamento degli ufficiali, che rimasero ai loro posti sino a quando la nave non colò a picco. Tra le vittime si registrarono molti statunitensi, ma anche emigrati italiani che rientravano in patria. L'alto numero di vittime americane e le notizie su quanto avvenuto durante il naufragio indignò a tal punto l'opinione pubblica americana che una volta sbarcato a New York, l'equipaggio della La Bourgogne dovette essere scortato e protetto dalla polizia.